# Friedrich Thesmar

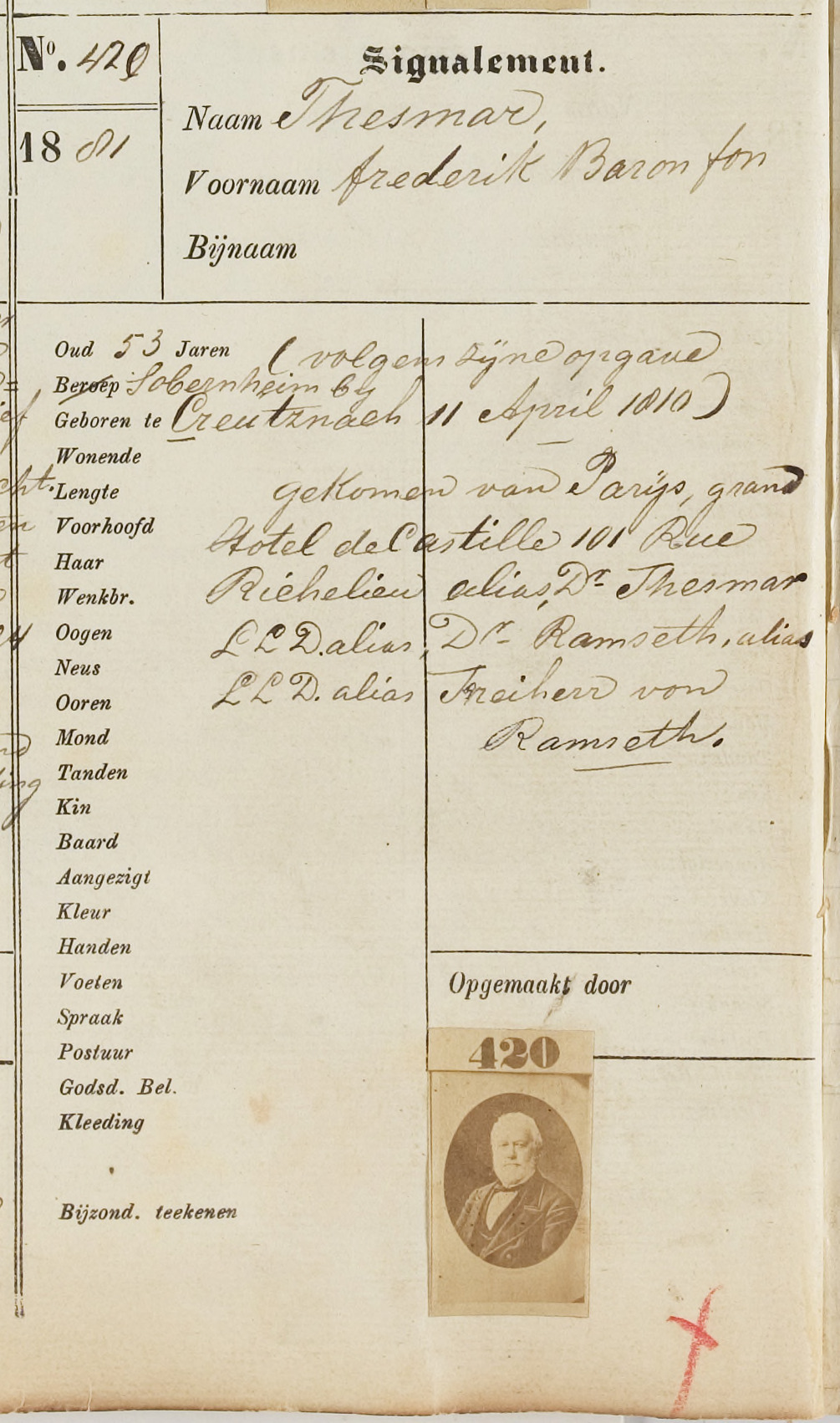
Fremdenpolizeiliche Registrierung bei einem Besuch in Amsterdam

Friedrich Adrian Josef Thesmar (auch Friedrich Hadrian Josef Thesmar?) (* 11. April 1810 in Sobernheim; † 1. Juni 1895) war ein deutscher Rechtsanwalt und Parlamentarier.

## Leben
Friedrich Thesmar war der Sohn von Adam Josef Thesmar (ca. 1775 – 1855), Bürgermeister in Sobernheim. Er studierte Rechtswissenschaften an der Rheinischen Friedrich-Wilhelms-Universität Bonn und der Ruprecht-Karls-Universität Heidelberg. 1829 wurde er Mitglied des Corps Guestphalia Bonn. 1831 schloss er sich dem Corps Helvetia Heidelberg an. 1836 heiratete er Ida Wever. Aus der Ehe gingen acht Kinder hervor.
Nach dem Studium und der Promotion wurde er Advokat-Anwalt, zunächst in Koblenz und ab 1844 am Appellationsgerichtshof Köln.
Thesmar war Vizepräsident der Demokratischen Gesellschaft in Köln. „Thesmar [forderte] für das Kölner Komitee, daß Schleswig wie Holstein (‚Up ewig ungedeelt‘) wieder deutsch werde.“
1849 wurde „Adrian Joseph Thesmar“ als Wahlmann zur zweiten Kammer gewählt. Im Kölner Kommunistenprozess 1852 vertrat er Wilhelm Joseph Reiff.
Von 1855 bis zu seiner Mandatsniederlegung im November 1856 vertrat Thesmar als Abgeordneter den Wahlkreis Minden 1 im Preußischen Abgeordnetenhaus. Seine Fraktionszugehörigkeit ist nicht bekannt. In seiner Schrift Die Lage des preußischen Vaterlandes bei dem Schlusse der Legislaturperiode im J. 1855 kommt er zu dem Fazit:

„Unser Volk hat aber unwidersprüchlich gezeigt, daß es keinerlei Anlagen zur unmittelbaren Theilnahme an der Ausübung der Staatsgewalt hat. Ein Volk, das diese fordert und frei sein will, muß damit anfangen, an sich selbst große Anforderungen zu stellen; es muß die Arbeit der Mühe des Regierens überheben, weil es die Arbeit des Regierens mit der strengen Beobachtung der Gesetze zu lohnen hat.“

Im April 1869 besuchte er Friedrich Engels in Manchester. Im Amtsblatt für den Regierungsbezirk Köln 1874 wird er noch als tätig geführt.

## Auszeichnungen
- Ernennung zum Ehrenmitglied des Corps Helvetia Heidelberg[4]

## Werke
- Friedrich Adrian Josef Thesmar: Die Staatsanwaltschaft, ihr Werth im Civil- und Criminal-Rechte. Kehr, Koblenz 1842.
  - 2. Auflage. T. Habicht, Bonn 1844. urn:nbn:de:bvb:12-bsb10554922-1[12][13]
- Friedrich Hadrian Josef Thesmar: Kommentar des französischen Civilgesetzbuches. [enthaltend]: Die fünf französischen Gesetzbücher in ihrer Fortbildung durch die neuere Gesetzgebung, so wie durch die Jurisprudenz der rheinischen Gerichtshöfe: insbes. d. königl. rheinischen Appellations-Gerichtshofes in Köln, u. d. Revisions- u. Kassationshofes in Berlin, mit d. Vergleichsstellen aus d. fünf Gesetzbüchern u. d. Quellen d. röm. u. altfranz. Rechtes im Civilgesetzbuche. Nebst einem Anhang. Band 1: Das Civilgesetzbuch. Büchler’sche Verlagsbuchhandlung, Elberfeld 1845. MDZ Reader Digitalisat.[14]
- Erklärung. In: Kölnische Zeitung, 10. Oktober 1852.[15]
- Friedrich Hadrian Josef Thesmar: Ist Christus nicht der erste und erhabenste Demokrat. Ein Entwurf von einem katholischen aber ehrlich denkenden Priester-Freunde und Lehrer seiner Mitmenschen, der nur später öffentlich genannt sein will, damit er seinem Namen nichts zu verdanken habe. W. Sulzbach, Bonn am Rhein 1850. [mit einem Beitrag Thesmars aus der Kölnischen Zeitung vom 25. September 1849 zu dem angeblich in Caserta in einer Inschrift überlieferten „Todesurteil gegen Jesus Christus“]. urn:nbn:de:hebis:30:2-21018
- Friedrich Hadrian Josef Thesmar: Die Stellung des Staates und der evangel. Kirche gegenüber der römischen Kurie in Sachen der gemischten Ehen, mit besonderer Bezugnahme auf das Rundschreiben des Bischofs Arnoldi zu Trier vom 15. März 1853. Wiegandt und Söhne, Berlin 1853. Digitalisat MDZ Reader
- Friedrich Hadrian Josef Thesmar: Die Lage des preußischen Vaterlandes bei dem Schlusse der Legislaturperiode im J. 1855. Bädekersche Buch- und Kunsthandlung, Elberfeld 1855, urn:nbn:de:bvb:12-bsb10014702-1
- Friedrich Hadrian Josef Thesmar: Vertheidigungsschrift des evangelisch-reformierten Pfarrers Johann Friedrich Haastert in Kronenberg. DuMont-Schauberg, Köln 1857.
- Friedrich Adrian Josef Thesmar: Stimme des verklärten Kaisers […] .[Erinnerungsgedicht auf Nikolaj Pavlovič, Kaiser von Rußland]. Hassel, Köln 1857.
- Die Pflichten der Gesetzgebung und des Staates gegenüber den Privat-Irrenanstalten. In: Kölnische Zeitung. Beilage Nr. 256, 29. August 1858.[16]
- Die Privatirrenanstalten[17]
  - Friedrich Thesmar: Die Privat-Irrenanstalten. In: Die Gartenlaube. Heft 49, 1858, S. 705–708 (Volltext [Wikisource]).
  - Friedrich Thesmar: Die Privat-Irrenanstalten (Fortsetzung). In: Die Gartenlaube. Heft 50, 1858, S. 725–728 (Volltext [Wikisource]).
  - Thesmar: Die Privat-Irrenanstalten (Schluß). In: Die Gartenlaube. Heft 51, 1858, S. 737–738 (Volltext [Wikisource]).
- Herr Dr. Thesmar. In: Die Gartenlaube. Heft 17, 1859, S. 252 (Volltext [Wikisource] – Leserbrief).
- Friedrich Hadrian Josef Thesmar: Gedichte. 3 Hefte. Lohse, Hannover 1865.[18]